# Kanton Montignac
Kanton Montignac (francouzsky Canton de Montignac) je francouzský kanton v departementu Dordogne v regionu Akvitánie. Tvoří ho 14 obcí.

## Obce kantonu
- Aubas
- Auriac-du-Périgord
- La Chapelle-Aubareil
- Fanlac
- Les Farges
- Montignac
- Peyzac-le-Moustier
- Plazac
- Rouffignac-Saint-Cernin-de-Reilhac
- Saint-Amand-de-Coly
- Saint-Léon-sur-Vézère
- Sergeac
- Thonac
- Valojoulx